# 杜需材
杜需材（1670年—？年），四川順慶府鄰水縣人，康熙癸已萬壽恩科舉人，雍正五年十一月，選補金堂縣儒學教諭，雍正十年任河南涉縣知縣，攺授山東東昌府高唐州州判。誥授徵仕郎